# Salmán bin Abd al-Azíz
Salmán bin Abd al-Azíz (* 31. prosinec 1935) je od roku 2015 králem Saúdské Arábie. Zastával funkci ministra obrany země. Korunním princem se stal po smrti svého bratra Najífa, který zemřel v roce 2012.
Salmánovým nástupcem na trůnu se měl nejprve stát jeho nevlastní bratr Mukrín (* 1945), v dubnu 2015 však korunním princem jmenoval svého synovce Mohameda bin Nájifa a jeho zástupcem svého syna Mohameda bin Salmána. V červnu 2017 Mohameda bin Salmána učinil korunním princem.
Podle některých členů dynastie trpí král Salmán demencí, čehož oba korunní princové zneužívají, a nejvíce jeho vlastní syn Mohamed. Podle prince Abd al-Azíze korunní princové bez konzultace s ostatními princi a ministry rozhodli např. o válce s Jemenem.

## Rodina
Otcem Salmána je stejně jako v případě několika předchozích saúdských králů Abd al-Azíz ibn Saúd. Jedním z jeho synů je astronaut Sultán bin Salmán, který se zúčastnil pátého letu raketoplánu Discovery v červnu 1985.